# Sara Malakul Lane

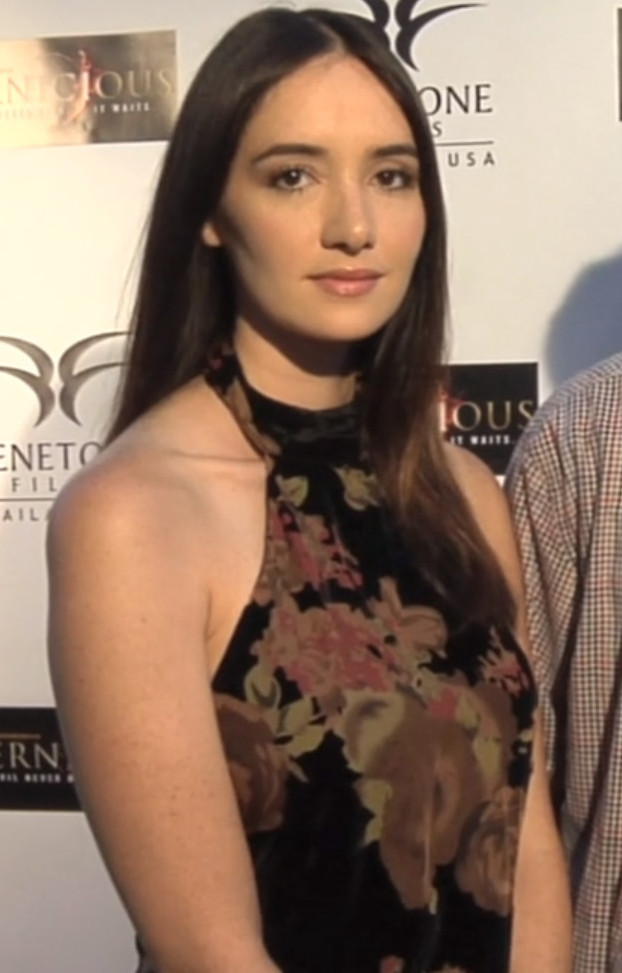
Sara Malakul Lane, 2015

Sara Malakul Lane (Thai: ซาร่า มาลากุล เลน, * 1. Februar 1982 in Guam) ist eine Schauspielerin und Model britisch-thailändischer Herkunft.

## Leben und Karriere
Sara Malakul Lane wurde auf der zu den USA gehörenden westpazifischen Insel Guam als Tochter einer aristokratischen Thai und eines englischen Vaters geboren. Diese Konstellation bescherte ihr drei Nationalitäten: die thailändische durch ihre Mutter, die britische durch ihren Vater und die US-amerikanische durch ihren Geburtsort. Ihr mütterlicher Familienname Malakul weist auf eine Verbindung zum thailändischen Königshaus hin und soll am Anfang ihrer Karriere eher hinderlich gewesen sein.
2003 gab Malakul Lane ihr Schauspieldebüt in dem Actionfilm Belly of the Beast, an der Seite von Steven Seagal. Es folgten weitere Rollen, insbesondere im Bereich des Low-Budget-Films, darunter in mehreren The-Asylum-Produktionen. Ihr Schaffen für Film und Fernsehen umfasst mehr als 30 Produktionen.

## Filmografie (Auswahl)
- 2000: Hua Jai Song Park (Fernsehserie)
- 2002: Susan Khon Pen (Fernsehserie)
- 2003: Belly of the Beast
- 2005: Volcano – Hölle auf Erden (Nature Unleashed: Volcano)
- 2005: Dumber Heroes
- 2005: Phraw rak khrap phom
- 2006: Nai Fun (Fernsehserie)
- 2008: Tied in Knots
- 2010: Sharktopus (Fernsehfilm)
- 2011: Raggedy Anne[3]
- 2011: Baby, We’ll Be Fine (Kurzfilm)
- 2011: The Wayshower
- 2012: Aleksander Rouge[4]
- 2012: Evil Born (12/12/12)
- 2013: 100° Below Zero – Kalt wie die Hölle (100 Degrees Below Zero)
- 2014: Jail Bait – Überleben im Frauenknast (Jailbait)
- 2014: Pretty Perfect
- 2014: Pernicious
- 2015: Jurassic City
- 2015: Sun Choke
- 2015: Cowboys vs. Dinosaurs (Fernsehfilm)
- 2015: Shark Lake
- 2015: Scouts vs. Zombies – Handbuch zur Zombie-Apokalypse (Scouts Guide to the Zombie Apocalypse)
- 2015: Buddy Hutchins
- 2016: Wishing for a Dream
- 2016: Beyond the Gates
- 2016: Shortwave
- 2016: Kickboxer: Die Vergeltung (Kickboxer: Vengeance)
- 2017: Who’s Watching Oliver
- 2017: King Arthur and the Knights of the Round Table
- 2017: Death Pool
- 2017: The Domicile
- 2017: Halloween Pussy Trap Kill Kill
- 2018: Kickboxer: Die Abrechnung (Kickboxer: Retaliation)
- 2018: Shangri-La: Near Extinction
- 2018: All About the Afterglow
- 2020: Captured